# Epidendreae
Tribu
Classification phylogénétique
Les Epidendreae sont une tribu de la sous-famille des Epidendroideae et de la famille des Orchidaceae.

## Répartition géographique
Les Genres rattachés à cette sous-tribu sont présents exclusivement sur les deux continents américains. En Amérique du Sud, seul le sud-ouest (Chili, la bordure maritime du Pérou et une grande partie de l'Argentine) ne sont pas colonisés par ces orchidées. Ces espèces sont également présentes dans les iles caraïbes et autour du golfe du Mexique.
Liste des pays : (du nord au sud)
- États-Unis (Sud du Texas et Louisiane), Mexique
- Antilles
- Guatemala, Belize, Honduras, Nicaragua, Costa Rica, Panama
- Colombie, Venezuela, Guyane, Équateur, Brésil
- Nord-est du Pérou, Bolivie, Paraguay, Nord-est de l'Argentine et Uruguay.

## Liste des sous-tribus et desgenres

### Selon le NCBI[1]
- Arpophylliinae Dressler (1990).
  - Arpophyllum
- Coeliinae Dressler (1990).
  - Bothriochilus [2]
  - Coelia

- Laeliinae Benth. (1881).
  - Acrorchis
  - Alamania
  - Amblostoma [3]
  - Artorima
  - Barkeria
  - Brassavola
  - Briegeria [4]
  - Broughtonia
  - Cattleya
  - Cattleyopsis [5]
  - Caularthron
  - Constantia
  - Dimerandra
  - Dinema [6]
  - Domingoa
  - Encyclia
  - Epidendrum
  - Euchile [7]
  - Hagsatera
  - Helleriella
  - Hexadesmia [8]
  - Hexisea
  - Hoffmannseggella [9]
  - Homalopetalum
  - Isabelia
  - Isochilus
  - Jacquiniella
  - Laelia
  - Laeliopsis
  - Lanium
  - Leptotes
  - Loefgrenianthus
  - Meiracyllium
  - Microepidendrum [10]
  - Myrmecophila
  - Nageliella
  - Neocogniauxia
  - Neolauchea [11]
  - Nidema[12]
  - Oerstedella
  - Oestlundia [13]
  - Orleanesia
  - Ponera
  - Prosthechea
  - Pseudolaelia
  - Psychilis
  - Quisqueya
  - Renata [14]
  - Rhyncholaelia
  - Scaphyglottis
  - Schomburgkia
  - Sophronitella [15]
  - Sophronitis
  - Tetragamestus [16]
  - Tetramicra

- Pleurothallidinae Lindl. (1839).
  - Acianthera [17]
  - Acostaea
  - Barbosella
  - Barbrodria
  - Brachionidium
  - Condylago
  - Dilomilis
  - Diodonopsis [18]
  - Dracula
  - Dresslerella
  - Dryadella
  - Echinosepala [19]
  - Frondaria
  - Lepanthes
  - Lepanthopsis
  - Luerella [20]
  - Masdevallia
  - Myoxanthus
  - Octomeria
  - Ophidion
  - Platystele
  - Pleurothallis
  - Pleurothallopsis [21]
  - Porroglossum
  - Restrepia
  - Restrepiella
  - Restrepiopsis
  - Salpistele
  - Scaphosepalum
  - Specklinia [22]
  - Stelis
  - Trichosalpinx
  - Trisetella
  - Zootrophion

- Polystachyinae Ridl. (1907).
  - Neobenthamia [23]
  - Polystachya [24]
- Epidendreae incertae sedis
  - Acanthephippium [25]
  - Calanthe [26]

### Selon le GRIN[27]
- Acostaea Schltr.
- Acrorchis Dressler
- Alamania Lex.
- Andinia Luer (absent de la base NCBI)
- Arpophyllum Lex.
- Artorima Dressler & G. E. Pollard
- Barbosella Schltr.
- Barbrodria Luer
- Barkeria Knowles & Westc.
- Basiphyllaea Schltr. (tribu Calypsoeae selon NCBI)[28]
- Bletia Ruiz & Pav. (tribu Calypsoeae selon NCBI)[29]
- Brachionidium Lindl.
- Brassavola R. Br.
- Broughtonia R. Br.
- Cattleya Lindl.
- Caularthron Raf.
- Chamelophyton Garay (absent de la base NCBI)
- Chysis Lindl. (tribu Calypsoeae selon NCBI)[30]
- Condylago Luer
- Constantia Barb. Rodr.
- Dilomilis Raf.
- Dimerandra Schltr.
- Domingoa Schltr.
- Draconanthes Luer (absent de la base NCBI)
- Dracula Luer
- Dresslerella Luer
- Dryadella Luer
- Encyclia Hook.
- Epibator Luer (synonyme Zootrophion selon Kew)[31]
- Epidendrum L.
- Frondaria Luer
- Hagsatera R. González
- Helleriella A. D. Hawkes
- Hexalectris Raf. (tribu Calypsoeae selon NCBI)[32]
- Hexisea Lindl.
- Homalopetalum Rolfe
- Isabelia Barb. Rodr.
- Isochilus R. Br.
- Jacquiniella Schltr.
- Jostia Luer (synonyme Masdevallia selon Kew)[33]
- Laelia Lindl.
- Lepanthes Sw.
- Lepanthopsis (Cogn.) Ames
- Leptotes Lindl.
- Loefgrenianthus Hoehne
- Masdevallia Ruiz & Pav.
- Meiracyllium Rchb. f.
- Myoxanthus Poepp. & Endl.
- Myrmecophila Rolfe
- Nageliella L. O. Williams
- Neocogniauxia Schltr.
- Octomeria R. Br.
- Oerstedella Rchb. f.
- Ophidion Luer
- Orleanesia Barb. Rodr.
- Pinelia Lindl. (synonyme Homalopetalum selon Kew)[34]
- Platyglottis L. O. Williams (synonyme Scaphyglottis selon Kew)[35]
- Platystele Schltr.
- Pleurothallis R. Br.
- Ponera Lindl.
- Porroglossum Schltr.
- Prosthechea Knowles & Westc.
- Pseudolaelia Porto & Brade
- Psychilis Raf.
- Pygmaeorchis Brade (absent de la base NCBI)
- Quisqueya Dod
- Reichenbachanthus Barb. Rodr. (synonyme Scaphyglottis selon Kew)[36]
- Restrepia Kunth
- Restrepiella Garay & Dunst.
- Restrepiopsis Luer
- Rhyncholaelia Schltr.
- Salpistele Dressler
- Scaphosepalum Pfitzer
- Scaphyglottis Poepp. & Endl.
- Schomburgkia Lindl.
- Sophronitis Lindl.
- Stelis Sw.
- Teagueia Luer (absent de la base NCBI)
- Tetramicra Lindl.
- Trichosalpinx Luer
- Trisetella Luer
- Zootrophion Luer